# 四川香青
四川香青（学名：Anaphalis szechuanensis）为菊科香青属的植物，为中国的特有植物。分布于中国大陆的四川等地，生长于海拔3,500米至4,500米的地区，常生于高山石质草坡及石灰岩上，目前尚未由人工引种栽培。
其种加词“szechuanensis”意为“四川的”。